# المبارزة في ألعاب غرب آسيا 2002
أُقيمت منافسات مبارزة السلاح في دورة ألعاب غرب آسيا 2002 في صالة اليرموك، مدينة الكويت، الكويت. وشمل البرنامج مسابقات للرجال فقط في الأسلحة الثلاثة للمبارزة.

## الفائزون بالميداليات
| Event               | الذهبية                   | الفضية                | البرونزية                |
| ------------------- | ------------------------- | --------------------- | ------------------------ |
| الفردي سيف المبارزة | فرهاد رضائي · إيران       | حسن ملاله · الكويت    | محمد رضائي · إيران       |
| الفردي سيف المبارزة | فرهاد رضائي · إيران       | حسن ملاله · الكويت    | سيا مك فيض عسكري · إيران |
| سيف المبارزة للفرق  | الكويت                    | إيران                 | الأردن                   |
| الفردي سيف الشيش    | عبد المحسن شهرين · الكويت | عثمان الشمري · الكويت | كيوان جوانشير · إيران    |
| الفردي سيف الشيش    | عبد المحسن شهرين · الكويت | عثمان الشمري · الكويت | سعود الزامل · الكويت     |
| سيف الشيش للفرق     | الكويت                    | إيران                 | الأردن                   |
| الفردي سيف السابر   | بيمان فخري · إيران        | مجتبى عبديني · إيران  | هادي محمد زاده · إيران   |
| الفردي سيف السابر   | بيمان فخري · إيران        | مجتبى عبديني · إيران  | فهد العدواني · الكويت    |
| سيف السابر للفرق    | إيران                     | الكويت                | الأردن                   |

## جدول الميداليات
*   البلد المضيف (مضيف)
| المرتبة | فريق         | ذهبية | فضية | برونزية | المجموع |
| ------- | ------------ | ----- | ---- | ------- | ------- |
| 1       | إيران (IRI)  | 3     | 3    | 4       | 10      |
| 2       | الكويت (KUW) | 3     | 3    | 2       | 8       |
| 3       | الأردن (JOR) | 0     | 0    | 3       | 3       |
| المجموع | المجموع      | 6     | 6    | 9       | 21      |

## وصلات خارجية
- المجلس الأولمبي الآسيوي - دورة ألعاب غرب آسيا 2002